# Erotana tagalis
Erotana tagalis är en insektsart som beskrevs av Medler 2000. Erotana tagalis ingår i släktet Erotana och familjen Flatidae. Inga underarter finns listade i Catalogue of Life.